# Guioa unguiculata
Guioa unguiculata är en kinesträdsväxtart som beskrevs av P.C. van Welzen. Guioa unguiculata ingår i släktet Guioa och familjen kinesträdsväxter. Inga underarter finns listade i Catalogue of Life.